# Magreb
Magreb (arabsko المغرب العربي, al-Maġrib al-Arabī) je regija Afrike, ki zajema območje severno od puščave Sahara in zahodno od reke Nil. Vključuje države Maroko, Zahodno Saharo, Alžirijo, Tunizijo, Libijo in po nekaterih pojmovanjih tudi Mavretanijo ter španski eksklavi Ceuto in Melillo.
Ob koncu pleistocenske ledene dobe se je območje Sahare izsušilo in spremenilo v puščavo, to pa je bila naravna prepreka med podsaharsko in sredozemsko Afriko. Zaradi zelo ohlapnih vezi med regijama je severna stran pridobila značilnosti, ki jo ločijo od preostalega dela Afrike. Kulturne in gospodarske povezave preko Sahare so se zopet vzpostavile šele s prihodom Arabcev in islama, pa tudi v tem obdobju so bile omejene na drage in zahtevne ekspedicije karavan, ki so prevažale pretežno sol, zlato, slonovino in sužnje.
V arabščini magreb pomeni »zahoden«; to območje je bilo namreč najbolj zahodna regija arabskih osvajanj, kot tako pa nasprotje mašriku oziroma vzhodnemu arabskemu svetu (Bližnji vzhod).
Države Magreba so povezane v Unijo arabskega Magreba (francosko Union du Maghreb Arabe), ki je trgovinski sporazum za razvoj gospodarske in politične enotnosti regije. V preteklosti so razvoj tega sodelovanja ovirala nestrinjanja med članicami in notranja nestabilnost Alžirije. Vse njene članice so vključene tudi v Arabsko ligo in Afriško unijo, v slednjo vse z izjemo Maroka.

## Zgodovina
Prazgodovinski prebivalci Magreba so bili (beli) kromanjonci na severu in črnci nekoliko južneje, tj. na območju Sahare. Okoli leta 8000 pr. n. št. so se na območje naselili pripadniki afro-azijskih jezikovnih skupin, zlasti Berberi; znana je kapska kultura.
V antiki so obale Magreba v Sredozemlju kolonizirali Feničani, predvsem s Kartagino. Množica njihovih pristanišč je po porazu Kartagine v punskih vojnah pripadla Rimskemu cesarstvu, ki je s časom prevzel nadzor nad celotnim Magrebom severno od gorovja Atlas z izjemo nekaterih goratih območij, kot je maroško gorovje Rif.
Arabci so osvojili Magreb v času vzpona dinastije Omajadov, a je bila sprva njihova oblast razmeroma šibka, zaradi česar je prišlo do vznika različnih vej islama, npr. šiitske in ibadske denominacije. Zaradi takšne heterogenosti je bil v verskih sporih okrnjen nadzor kalifov. Arabski jezik pa se je razširil v |12. stoletju s prihodom arabskega plemena Banu Hilal. V tem obdobju se je Magreb gibal med občasno enotnostjo (pod rodbino Almohadov ter nekoliko tudi pod rodbino Hafsidov) in pretežno razdeljenostjo na tri države, izmed katerih je prva okvirno zasedala ozemlje današnjega Maroka, druga ozemlje današnje zahodne Alžirije in tretja ozemlji današnje vzhodne Alžirije in Tunizije.
V novem veku je bila regija pod vse manjšim nadzorom Osmanskega cesarstva z izjemo Maroka. 19. stoletje pa je prineslo oblast zahodnih kraljestev Francije in Španije, kasneje pa v manjšem obsegu še Italije.

## Demografija
Kultura in etnična sestava Magreba ima korenine tako v Afriki kot na Bližnjem vzhodu, prevladujejo pa slednje: večino prebivalstva sestavljajo arabski in berberski muslimani bližnjevzhodnega porekla. Večino preostanka predstavljajo avtohtoni Afričani, manjšini, ki je nakopičena zlasti v večjih obalnih mestih, pa pripadajo Francozi, Italijani, Španci in Turki, katerih predniki so se tam naselili preko gusarskih postojank, nato pa kolonij. Na območju prevladuje arabski jezik, ki je zaradi nekaterih svojih značilnosti jasno ločen od narečij arabščine na Bližnjem vzhodu in tudi v Egiptu. Prisoten je tudi berberski jezik, ki je avtohtoni jezik in živi skoraj izključno v Magrebu. Regija ima v sklopu skupne kulture tudi enako kulinariko in sicer kuskus, za katerega je oče tunizijskega naroda Habib Bourguiba nekoč dejal, da njegova prisotnost označuje meje Magreba.